# Schnaps, das war sein letztes Wort
Schnaps, das war sein letztes Wort ist ein Karnevalslied aus dem Jahre 1960, gesungen vom Volksschauspieler Willy Millowitsch.

## Entstehungsgeschichte
Willy Millowitsch war durch sein Millowitsch-Theater und aus Film und Fernsehen überregional bekannt. Er versuchte sich auch als Schlagersänger. Bei Ariola erhielt er 1960 einen Schallplattenvertrag, sein erster Titel dort war Wenn dieses Lied ein Schlager wird (A 35 061). Es folgte wenige Monate später sein erster Titel über Alkohol Heut’ sind wir blau (A 35 262). 

## Schallplattenerfolg

Willy Millowitsch – Schnaps, das war sein letztes Wort

Dann verfasste das professionelle Autorenteam Heino Gaze und Günther Schwenn den Titel Schnaps, das war sein letztes Wort / Ich halt’ mich an der Theke fest (Ariola 35 839 A). Begleitet wird Millowitsch vom Orchester Willy Hoffmann. Der von Millowitsch selbst produzierte Song erreichte nach Veröffentlichung im November 1960 Rang 5 der deutschen Hitparade. Das in hochdeutscher Sprache gesungene Stimmungs- und Karnevalslied verbreitete sich ab Januar 1961 wegen der laufenden Karnevalssaison sehr schnell und verkaufte schließlich mehr als 900.000 Exemplare. Der Titel wurde sogar von Billboard als bestverkaufte Platte an Rang 4 geführt.
Es dauerte nicht lange, bis zwei Kirchenvertreter wegen des „profanen und zugleich gefährlichen Textes“ protestierten, während Ariola ihn für unschuldiges Vergnügen hielt und daran erinnerte, dass Alkohol schließlich von den Mönchen in Form von Bier in Klöstern popularisiert worden sei. In einem offenen Brief an den Autor Schwenn vom März 1961 hatten Dekan Lic. Heinrich Seesemann und Pfarrer Karl Zeiß – die beiden Gemeindepfarrer der evangelischen Matthäusgemeinde in Frankfurt – den Text als „zersetzendes Machwerk, in dem der christliche Glaube lächerlich gemacht wird“ kritisiert. Es würde hierin der Himmel lächerlich gemacht und die Hölle verharmlost. Wenn das letzte Wort des Menschen „Schnaps“ laute, dann sei der Mensch in Ewigkeit verloren.
Der Song steht auf Rang 26 der Liste der Jahreshitparade 1961. Schnaps, das war sein letztes Wort wird noch heute im Karneval oft gespielt, nicht nur im Rheinland. Das Lied gehört zu den erfolgreichsten Stimmungsliedern aller Zeiten und ist ein Evergreen. Friedel Hensch und die Cyprys coverten das Lied 1968, seither erscheint es im Rahmen der Zweitverwertung auf zahlreichen Kompilationen, so etwa auf Die Neue Große Stimmungs-Box.   
Das Timing der Veröffentlichung war in der Schallplattenindustrie Vorbild für künftige Karnevalslieder. Sie wurden meist im November eines Jahres veröffentlicht und hatten in der Karnevalssaison ab Januar des nachfolgenden Jahres Gelegenheit, Akzeptanz beim Publikum zu finden – auch durch ihre Aufführung während der Karnevalssitzungen.